# SAK-Sportanlage Nonntal
Die SAK-Sportanlage Nonntal, auch bekannt als SAK-Platz, befand sich auf den nach Graf Berchtold benannten Berchtold-Gründen im Salzburger Stadtteil Nonntal. Sie war die Heimstätte des ältesten Salzburger Fußballclubs Salzburger AK 1914. Auf der Anlage fanden jedoch auch Hobby-Turniere sowie Heimspiele des SV Austria Salzburg (unter anderem während des Umbaus des Lehener Stadions 1990) statt.
Der Platz hatte zwei Tribünen: Eine überdachte Hintertor-Stehplatz-Tribüne aus Beton und auf der Gegengerade eine Sitzplatztribüne aus Holz. Die Holztribüne stammte vom alten Lehener Sportplatz, ihr genaues Alter ist unbekannt.

## Geschichte

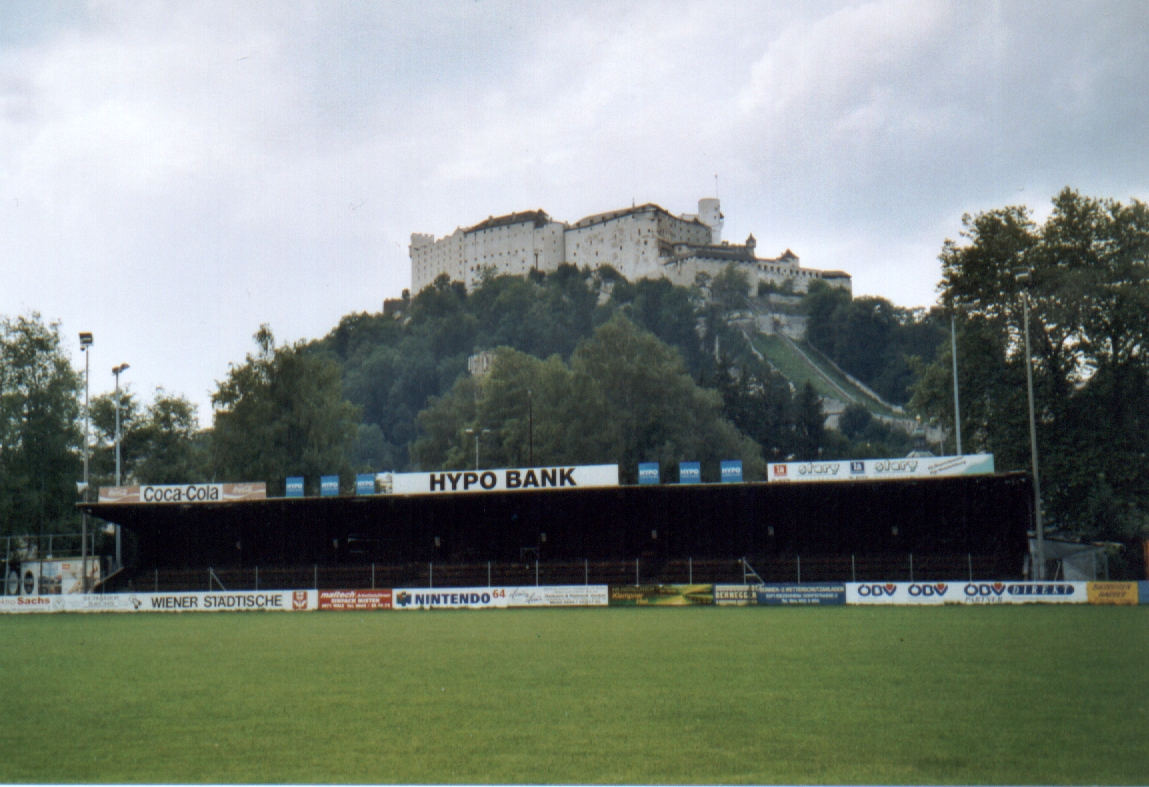
Die Holztribüne vor dem Dacheinsturz (Im Hintergrund die Festung Hohensalzburg)

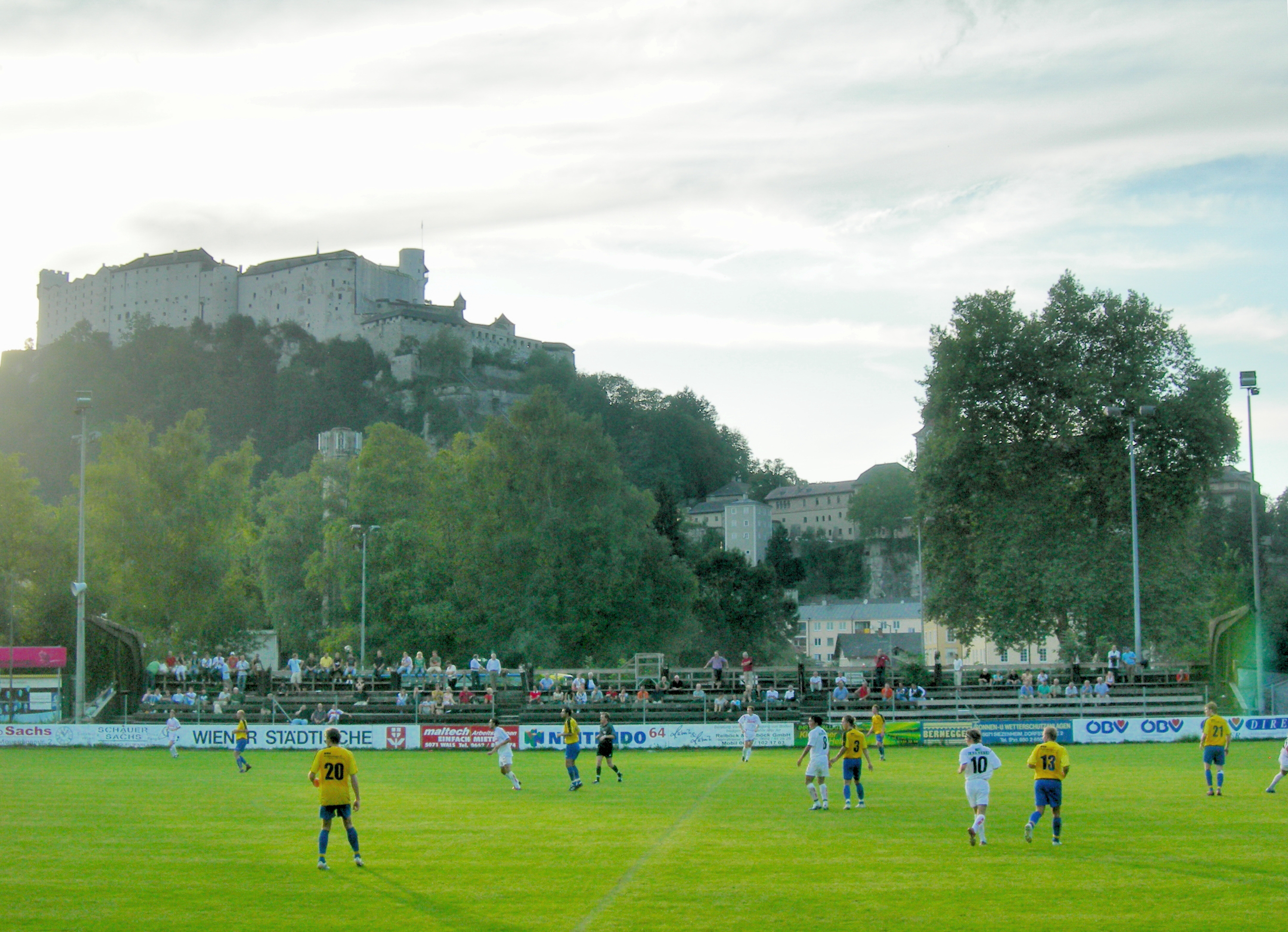
Die Holztribüne nach dem Dacheinsturz

Nachdem der SAK 1914 die ersten Jahre nach seiner Gründung im Jahr 1914 in Hellbrunn gespielt hatte, fand er 1921 auf den Berchtoldgründen ein neues Zuhause, wo er bis zum Abriss der Anlage 2007 beheimatet war. Etwa um 1931 entstanden ein erstes Klubhaus sowie 1935 eine Holztribüne, die jedoch im Oktober 1949 abbrannte. In den Jahren 1968/69 wurde mit dem Bau der Betonstehplatztribüne und der darunter liegenden Umkleidekabinen begonnen. Am 4. Jänner 2006 stürzte das Dach der aus Lehen geholten Sitzplatztribüne aufgrund besonders starker Schneelast ein.
Wegen des schlechten Zustands von Teilen der Anlage (unter anderem der Umkleidekabinen) wurde schon seit den 1980er Jahren ein Abriss der Anlage und der unmittelbar benachbarten Union-Sportanlage Nonntal sowie der Bau des Sportzentrums Mitte überlegt. Im August 2007 wurde schließlich der Abriss begonnen. 
Heute befindet sich auf dem Gelände der Unipark Nonntal, das Hauptgebäude der Kulturwissenschaftlichen Fakultät der Universität Salzburg.